# Сутягин, Николай Васильевич
Никола́й Васи́льевич Сутя́гин (5 мая 1923, Смагино, Сергачский уезд, Нижегородская губерния, РСФСР — 12 ноября 1986, Киев Украинская ССР) — советский лётчик-истребитель, лучший советский ас Корейской войны и мировой реактивной истребительной авиации (22 личные победы), Герой Советского Союза (10.10.1951), генерал-майор авиации (25.10.1967). Заслуженный военный лётчик СССР (1971).

## Биография
Родился в селе Смагино в крестьянской семье. Русский. Родители — Василий Алексеевич и Елена Васильевна. В семье было пятеро детей.
В 1929 году поступил в начальную школу. В 1934 году в возрасте 11 лет был направлен в Горький к бабушке. В 1938 году он окончил восемь классов школы № 16. В 1940 году окончил Горьковский аэроклуб имени П. И. Баранова.
В марте 1941 года был призван в ряды Красной Армии. Окончил Черниговскую военную авиационную школу пилотов в августе 1942 года (училище в то время действовало в эвакуации в Красноводской области Туркменской ССР). В октябре 1942 года сержант Н. В. Сутягин получил назначение в 582-й истребительный авиационный полк (249-я истребительная авиационная дивизия, 9-я воздушная армия, Дальневосточный фронт), который дислоцировался на аэродроме Воздвиженка в Приморском крае. Через месяц был переведён в 5-й истребительный авиационный полк той же дивизии, который располагался в селе Камень-Рыболов. Летал на истребителе И-16, стал командиром звена, затем освоил истребители Як-3, Як-7Б и Як-9. Участия в боевых действиях на фронтах Великой Отечественной войны не принимал. Офицерское звание получил в 1943 году. В августе—сентябре 1945 года участвовал в советско-японской войне вместе с полком. В составе 9-й воздушной армии 1-го Дальневосточного фронта сражался в Маньчжурской стратегической наступательной операции, освобождал Маньчжурию и Корею от японских оккупантов. Выполнил 13 боевых вылетов, в том числе 3 — на разведку аэродромов противника, но встреч в воздухе с противником не имел. Член ВКП(б) с 1946 года.
После войны продолжал службу в том же полку. в апреле 1947 года полк был расформирован и Сутягина перевели в 17-й истребительный авиационный полк (190-я истребительная авиационная дивизия, 2-й смешанный авиационный корпус, 9-я воздушная армия, Приморский военный округ). 4 октября 1950 года 17-й ИАП вошёл в состав 303-й истребительной авиационной дивизии (54-я воздушная армия, Дальневосточный военный округ), где освоил реактивные истребители Як-17 и МиГ-15.
В апреле 1951 года полк был переброшен в Мукден (Китай) для подготовки к участию в Корейской войне. Летал на реактивных истребителях МиГ-15 и МиГ-15бис. В Корее воевал сначала заместителем командира и одновременно штурманом эскадрильи, затем помощником командира полка по тактике воздушного боя и воздушной стрельбе. За время участия в боевых действиях с 17 июня 1951 года по 2 февраля 1952 года произвёл 149 боевых вылетов, провёл 66 воздушных боёв, лично сбил 22 самолёта. Самый результативный ас реактивной истребительной авиации в мире. Сам ни разу не был сбит или ранен.
Указом Президиума Верховного Совета СССР 10 октября 1951 года Сутягину Н. В. присвоено Звание Героя Советского Союза. Но менее чем за год войны лётчика представляли к награждению орденами Ленина, Красного Знамени, Красной Звезды, а 5 января 1952 года командир полка Г. И. Пулов представил Сутягина к званию дважды Героя Советского Союза, но ни одной из этих наград Сутягин не был награждён.
После возвращения в СССР летом 1952 года был направлен на учёбу. В 1956 году окончил Военно-воздушную академию. С октября 1956 года — заместитель командира по лётной подготовке 826-го учебного истребительного авиационного полка (полк действовал в составе 2-х Центральных курсов усовершенствования лётного состава в Таганроге), с 11 июля 1958 года — командир этого полка. С мая 1960 года — командир 963-го учебного истребительного авиационного полка, входившего в состав Ейского высшего военного авиационного училища лётчиков. С октября 1961 по июль 1962 года — заместитель начальника Качинского высшего военного авиационного училища лётчиков имени А. Ф. Мясникова по лётной подготовке, затем учился в академии.
В 1964 году окончил Военную академию Генерального штаба Вооружённых Сил СССР. С сентября 1964 года — начальник Харьковского высшего авиационного училища лётчиков имени С. И. Грицевца. С мая 1968 года — заместитель командующего по боевой подготовке и военно-учебным заведениям — член Военного Совета 69-й воздушной армии Киевского военного округа. В октябре 1970 года направлен в распоряжение 10-го Главного управления Генерального штаба Вооружённых Сил СССР и уже по его линии назначен главным военным советником по авиации в Демократической Республике Вьетнам. Оказывал большую помощь вьетнамской авиации в организации борьбы с авиацией США во Вьетнамской войне. С октября 1971 года — заместитель командующего по противовоздушной обороне и член Военного Совета 16-й воздушной армии Группы советских войск в Германии (штаб армии в Вюнсдорфе). За время службы в авиации освоил более 20 типов самолётов и вертолёты Ми-8 и Ми-24. В августе 1978 года генерал-майор авиация Н. В. Сутягин вышел в отставку.
Жил в Киеве. Работал начальником штаба гражданской обороны НИИ гидротехники и мелиорации.
Скончался 12 ноября 1986 года. Похоронен на Байковом кладбище Киева.

## Список побед
| №   | Дата       | Тип сбитого самолёта | Данные американской и австралийской сторон                                                                                             |
| --- | ---------- | -------------------- | --- |
| 1.  | 19.06.1951 | F-86                 | F-86A (рег. № 49-1298), Роберт Лэйер (Laier) (пропал без вести)                                                                        |
| 2.  | 22.06.1951 | F-86                 | F-86A (рег. № 49-1276), Говард Миллер (умер в плену)                                                                                   |
| 3.  | 22.06.1951 | F-86                 | не подтверждается американскими данными                                                                                                |
| 4.  | 24.06.1951 | F-86                 | F-86A (рег. номер 49-1281), полковник Гленн Тодд Иглстон (англ. Eagleston) (18,5 побед в 2 МВ + 2 Корея)                               |
| 5.  | 26.06.1951 | F-80                 | F-80C, Боб Лотербах (англ. Lauterbach) (погиб)                                                                                         |
| 6.  | 29.07.1951 | F-86                 | F-86A (рег. номер 49-1098) |
| 7.  | 09.08.1951 | F-80                 | F-80С (рег. № 49-761), лейтенант Джеймс Кайсер (попал в плен)                                                                          |
| 8.  | 25.08.1951 | Meteor               | не подтверждается Королевскими ВВС Австралии (RAAF)                                                                                    |
| 9.  | 26.09.1951 | Meteor               | Королевские ВВС Австралии (RAAF) подтверждают повреждения самолёта, который был списан после вынужденной посадки, сержант Эрнст Армит. |
| 10. | 26.09.1951 | F-86                 | F-86A, Карл Барнетт (англ. Barnett) (пропал без вести)                                                                                 |
| 11. | 03.11.1951 | F-86                 | не подтверждается американскими данными                                                                                                |
| 12. | 04.11.1951 | F-86                 | не подтверждается американскими данными                                                                                                |
| 13. | 26.11.1951 | F-86                 | не подтверждается американскими данными                                                                                                |
| 14. | 29.11.1951 | F-84                 | не подтверждается американскими данными                                                                                                |
| 15. | 03.12.1951 | F-86                 | F-86A (рег. номер 49-1184) |
| 16. | 03.12.1951 | F-84                 | F-84 из 7 FBS 49 FBW (рег. номер 51-565)                                                                                               |
| 17. | 15.12.1951 | F-86                 | F-86E, Уильям Приндл (англ. Prindle) (лётчик погиб при ВП)                                                                             |
| 18. | 18.12.1951 | F-86                 | F-86E (рег. номер 51-2730), Джордж Пистол (лётчик эвакуирован вертолётом)                                                              |
| 19. | 23.12.1951 | F-84                 | F-86E (рег. номер 50-1138), Дональд Морган (катапультировался и попал в плен)                                                          |
| 20. | 06.01.1952 | F-86                 | не подтверждается американскими данными                                                                                                |
| 21. | 06.01.1952 | F-86                 | F-86E, Лестер Пэйдж (англ. Page) (пропал без вести)                                                                                    |
| 22. | 11.01.1952 | F-86                 | F-86E, Тил Ривз (англ. Reeves) (пропал без вести)                                                                                      |

## Воинские звания
- Сержант (28.08.1942)
- Младший лейтенант (24.04.1943)
- Лейтенант (30.10.1944)
- Старший лейтенант (28.04.1948)
- Капитан (6.10.1951)
- Майор (4.01.1952)
- Подполковник (28.05.1956)
- Полковник (3.09.1960)
- Генерал-майор авиации (25.10.1967)

## Награды
Советские:
- медаль «Золотая Звезда» Героя Советского Союза (10.10.1951);
- орден Ленина (10.10.1951);
- орден Отечественной войны 1 степени (11.03.1985);
- три ордена Красной Звезды (26.08.1945, 30.12.1956, 4.05.1972);
- орден «За службу Родине в Вооружённых Силах СССР» 3 степени (22.02.1977);
- медаль «За боевые заслуги» (17.05.1950);
- другие медали;
- почётное звание «Заслуженный военный лётчик СССР» (17.08.1971);

Иностранные:
- военный орден «За заслуги перед народом и Отечеством» (ГДР);
- орден «За заслуги в освободительной войне» (ДРВ);
- медаль «Китайско-советской дружбы» (КНР);
- другие награды.

## Память

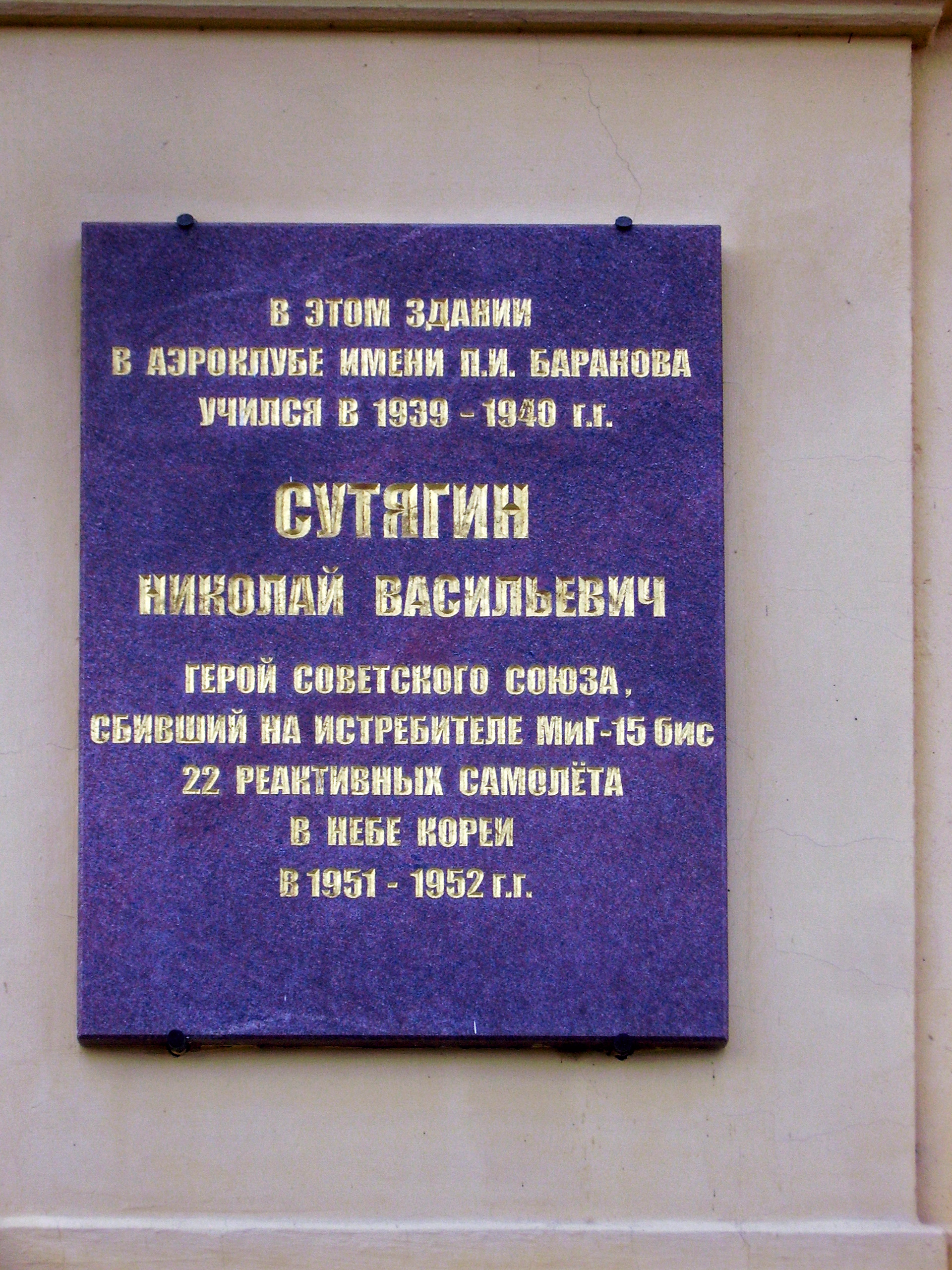
Мемориальная доска в честь Н. В. Сутягина на здании бывшего Горьковского аэроклуба (ул. Совнаркомовская, 13 - Главный ярмарочный дом)

- В родном селе Смагино создан Музей Героя Советского Союза Николая Сутягина — филиал Бутурлинского районного краеведческого музея (2013).
- 14 октября 2022 года в Нижнем Новгороде открыт бронзовый бюст Николая Сутягина у дома № 2 на бульваре Мира в Канавинском районе.[4]
- На здании бывшего Горьковского аэроклуба в Нижнем Новгороде установлена мемориальная доска в честь Н. В. Сутягина (2014)[5]
- На доме, в котором родился Н. В. Сутягин в селе Смагино, установлена мемориальная табличка (2004), в селе его именем названа улица.
- В городе Копейске Челябинской области именем Н. В. Сутягина названа улица.